# Autostrada (film)
Autostrada är en västtysk episodfilm från 1947 i regi av Helmut Käutner. Den var en av de första som spelades in efter Tysklands kapitulation efter andra världskrigets slut 1945. Filmen följer sju olika, ofta tragiska männsikoöden, vars gemensamma nämnare är att de alla ägde samma bil under olika delar av Tredje rikets existens.

## Rollista
- Gert Schäfer - Willi
- Erich Schellow - Karl
- Winnie Markus - Sybille
- Werner Hinz - Steffen
- Karl John - Keyser
- Alice Treff - Elisabeth Buschenhagen
- Franz Schafheitlin - Dr. W. Buschhagen
- Hans Nielsen - Wolfgang Grunelius
- Gisela Tantau - Angela
- Ida Ehre - Frau S. Bienert
- Willy Maertens - Wilhelm Bienert
- Hermann Schomberg - Dr. Ansbach
- Hermann Speelmans - August Hintze
- Fritz Wagner - löjtnant
- Hans Mahnke - Niginski
- Margarete Haagen - baronessan von Torn
- Erwin Geschonneck - Schmitt
- Carl Raddatz - Josef
- Bettina Moissi - Marie